# Juan Carlos Merino
Juan Carlos Merino González (Rentería, Guipúzcoa, 1948) es un político español. Ha sido alcalde de Rentería de 2005 a 2011 con el PSE-EE.
Es licenciado en pedagogía y ha sido funcionario del Ayuntamiento de Rentería del departamento de cultura y educación.
En 2010 fue nombrado presidente de la Mancomunidad de San Marcos tras un acuerdo entre PNV y PSE-EE.

## Elecciones disputadas
| Elecciones                     | Candidatura | Puesto | Resultado |
| ------------------------------ | ----------- | ------ | --------- |
| Elecciones municipales de 1999 | PSE-EE      | 2      | Electo    |
| Elecciones municipales de 2003 | PSE-EE      | 2      | Electo    |
| Elecciones municipales de 2007 | PSE-EE      | 1      | Electo    |
| Elecciones municipales de 2011 | PSE-EE      | 1      | Electo    |